# ジュニア・アチーバー
ジュニア・アチーバー (Junior Achiever) は、カナダ、トロントを中心に活動する４人組ポップ・パンク、パワー・ポップバンドである。現在は日本のTRUST RECORDSとUK/North America-Engineer Records に所属している。
ジュニア・アチーバーが始動して間もなくの2006年には少年ナイフのGenki Shock!の北米プロモーションツアーに参加。
2008年3月12日にはレコーディングにSum 41, アヴリル・ラヴィーンを手掛けたEd Krautnerを迎えた1stアルバム "All the Little Letdowns" を日本とUKで同時リリース。
2008年6月19日には日本に初上陸、J-POP分野で活動し続ける日本のロックバンドSHAKALABBITSと東名阪ツアーを行った。
SHAKALABBITSとは第六回釈迦兎寄合 親善試合 カナダ／日本ツアーを通しとても親交が深い。

## メンバー
- ジーン・シャンペーン（Gene Champagne) ボーカル・ギター
- デイブ・フリッツ (Dave Fritz) エレキギター・コーラス
- スティーブ・スコット (Steve Scott) ベース・コーラス
- ジャーミー・ノーウィー (Jeremy Knowies) ドラム・コーラス

## ディスコグラフィ
- "All The Little Letdowns" - 2008

## 参加作品
- "Degrassi the Next Generation" Sound Track: 2005
- "Punkradiocast - Punk Mix Tape": 2006
- Trust Music Tour: Vol. 1: 2008
- Trust Music Tour: Vol. 2: 2008

## 2008 JAPAN TOUR
with SHAKALABBITS
19 June 2008 Shibuya O-EAST
20 June 2008 名古屋ダイアモンドホール
22 June 2008 大阪BIG CAT
with Wakeup Call
23 June 2008 心斎橋DROP　
25 June 2008 アポロシアター 
26 June 2008 赤坂L@N 
27 June ACB Hall